# Banda presidencial de Brasil
En Brasil, la banda presidencial fue instituida por el Decreto n. ° 2299 del 21 de diciembre de 1910, firmado por el presidente Hermes da Fonseca. El uso de bandas cruzadas está también presente en otros eventos tales como: elecciones de miss y míster, campeonatos, órdenes honoríficas, grados militares y títulos nobiliarios. Existe también, a nivel estadual, una banda distintiva del Gobernador de los respectivos Estados y la banda prefeital, distintivo de los prefeitos (alcaldes municipales).

## Medidas
En un principio, el ancho fijado en el decreto de creación de la banda presidencial de Brasil fue de 15 cm, pero una resolución posterior se redujo a 12 cm de ancho por 1,67 m de largo. La Presidencia informó que la toma de medidas de la nueva banda obedece al decreto de creación.

## Los 100 años de la banda brasileña
En 2010, la banda presidencial cumplió su centenario el 21 de diciembre. En estos 100 años pasaron muchas cosas en la vida presidencial brasileña; una curiosidad acerca de la banda es que oficialmente no se sabe el paradero de la banda de José Sarney. Tancredo Neves, presidente electo fallecido antes de la toma de poder fue sepultado con una réplica de la insignia presidencial. En 2003, la foto oficial del presidente Luiz Inácio Lula da Silva fue criticada, según los detractores no se siguió la tradición brasileña para las fotos oficiales de los presidentes al no posar con la banda para la foto. Para el centenario de la banda pasó por un cambio de imagen para adaptarse a la ley de los símbolos nacionales, la Ley 8421 de 11 de mayo de 1992. En la reforma tuvo participación IPHAN. El 7 de septiembre de 2010, el entonces presidente Lula utilizó la banda restaurada por primera vez.
- Datos: Q5718250